# Primeira Divisão 1981-82
La Primeira Divisão 1981/82 fue la 48.ª edición de la máxima categoría de fútbol en Portugal. Sporting de Portugal ganó su 16° título. El goleador fue Jacques Pereira del Porto con 27 goles.

## Tabla de posiciones
| Pos | Equipo               | PJ | PG | PE | PP | GF | GC | Pts |                               |
| --- | -------------------- | -- | -- | -- | -- | -- | -- | --- | ----------------------------- |
| 1   | Sporting de Portugal | 30 | 19 | 8  | 3  | 66 | 26 | 46  | Copa de Campeones de Europa   |
| 2   | Benfica              | 30 | 20 | 4  | 6  | 60 | 22 | 44  | Copa UEFA                     |
| 3   | Porto                | 30 | 17 | 9  | 4  | 46 | 17 | 43  | Copa UEFA                     |
| 4   | Vitória Guimarães    | 30 | 13 | 12 | 5  | 42 | 22 | 38  |                               |
| 5   | Rio Ave              | 30 | 13 | 8  | 9  | 26 | 31 | 34  |                               |
| 6   | Portimonense         | 30 | 12 | 8  | 10 | 35 | 24 | 32  |                               |
| 7   | Braga                | 30 | 11 | 8  | 11 | 34 | 42 | 30  | Recopa de Europa              |
| 8   | Vitória Setúbal      | 30 | 9  | 10 | 11 | 30 | 35 | 28  |                               |
| 9   | Boavista             | 30 | 10 | 6  | 14 | 36 | 37 | 26  |                               |
| 10  | Espinho              | 30 | 7  | 11 | 12 | 32 | 42 | 25  |                               |
| 11  | Amora                | 30 | 6  | 12 | 12 | 29 | 37 | 24  |                               |
| 12  | Estoril-Praia        | 30 | 7  | 10 | 13 | 30 | 41 | 24  |                               |
| 13  | Penafiel             | 30 | 9  | 5  | 16 | 20 | 37 | 23  | Descenso a la Segunda Divisão |
| 14  | C.A.F. Viseu         | 30 | 9  | 5  | 16 | 24 | 52 | 23  | Descenso a la Segunda Divisão |
| 15  | Belenenses           | 30 | 5  | 10 | 15 | 28 | 48 | 20  | Descenso a la Segunda Divisão |
| 16  | Leiria               | 30 | 8  | 4  | 18 | 25 | 50 | 20  | Descenso a la Segunda Divisão |

|                                |
| Campeón Sporting CP 16° título |